# 이환주
이환주(李桓朱, 1960년 12월 7일 ~ )은 대한민국의 정치인이다. 제14·15·16대 전라북도 남원시장이다.

## 학력
- 1973 전주완산국민학교 졸업
- 1976 전라중학교 졸업
- 1979 전주신흥고등학교 졸업
- 한양대학교 건축공학 학사
- 한양대학교 대학원 토목공학 석사
- 전북대학교 대학원 토목공학 박사

## 경력
- 제20회 기술고시 합격
- 전라북도 남원시청 관광건설국 국장
- 전라북도 전주시청 도시개발국 국장
- 전라북도 전주시 완산구청장
- 전라북도청 도지사 비서실 실장
- 전라북도청 전략산업국 국장
- 새만금군산경제자유구역청 개발본부 본부장
- 원광대학교 겸임교수
- 전주대학교 겸임교수
- 2011.10 ~ 2022.06 : 제14·15·16대 전라북도 남원시장(민선 5·6·7기, 민주당→민주통합당→민주당→새정치민주연합→더불어민주당, 3선)
- 더불어민주당 정책위원회 부의장
- 2020.07 ~ 2022.07: 더불어민주당 전라북도당 남원시·임실군·순창군 지역위원회 위원장 직무대행
- 2023.12 ~ 2024.02: 제22대 국회의원 선거 전북 남원시·장수군·임실군·순창군 더불어민주당 국회의원 예비후보

## 역대 선거 결과
|  | 42.60% |

|  | 53.69% |

|  | 55.54% |

## 소속 정당
| 소속 정당 | 소속 정당      | 소속 기간 | 비고      |
| --------- | -------------- | --------- | --------- |
|           | 민주당         | 2011      | 정계 입문 |
|           | 민주통합당     | 2011~2013 | 합당      |
|           | 민주당         | 2013~2014 | 당명 변경 |
|           | 새정치민주연합 | 2014~2015 | 합당      |
|           | 더불어민주당   | 2015~현재 | 당명 변경 |